# Thryallis
A Thryallis a Malpighiales rendjébe és a malpighicserjefélék (Malpighiaceae) családjába tartozó nemzetség.

## Rendszerezés
A nemzetségbe az alábbi 4 faj tartozik:
- Thryallis brachystachys Lindl.
- Thryallis laburnum S. Moore
- Thryallis longifolia Mart. - szin: Hemsleyna longifolia (Mart.) Kuntze
- Thryallis parviflora C.E.Anderson